# 増井なぎさ
増井 なぎさ（ますい なぎさ、1991年7月12日 - ）は、FIRST AGENT所属のフリーアナウンサーで、元読売テレビアナウンサー。本名および旧芸名は、増井 渚（読み同じ）。かつてはセント・フォースに所属していた。

## 来歴
神奈川県の出身で、身長は159cm。慶應義塾大学文学部仏文学専攻在学中の2010年から4年間、日本テレビイベントコンパニオンの27期生として、番組や各種イベントのアシスタントなどを経験した。この時期には、日本テレビで『Oha!4 NEWS LIVE』のアシスタントを務めている。
2014年4月1日付で、アナウンサーとして讀賣テレビ放送へ入社。同年10月からは、『秘密のケンミンSHOW』（同局制作の全国ネット番組）でデータ担当アナウンサーを務めるかたわら、自身の名前（渚）をタイトルに冠した『GO!GO!なぎさちゃんねる』（番組宣伝番組）を1年間にわたって担当した。
2015年4月からは、『ウェークアップ!ぷらす』のコーナーキャスターに起用。『秘密のケンミンSHOW』と合わせて、2本の全国ネット番組にレギュラーで出演していた。しかし、「報道番組のキャスターとして自分の可能性を広げたい」という理由から、2016年3月31日付で読売テレビを退社。退社後は、セントフォース所属のフリーアナウンサーとして、同年4月4日から2年間にわたって『国際報道』（NHK BS1）のサブキャスターを務めた。
読売テレビからセントフォースへ移籍したアナウンサーは、増井の入社当時の先輩アナウンサーだった川田裕美（2015年4月）に続いて2人目。『国際報道』のキャスターを2018年3月で降板してからは、増井なぎさ名義で活動している。名前を平仮名表記に改めたのは「柔らかさを出したい」ためとしている。
2021年秋頃に、セント・フォースから生島企画室 (現:FIRST AGENT)に移籍。

## 人物
- 資格：漢検準1級、スキューバダイビング（アドバンス）、普通自動車免許、秘書検定2級。
- 趣味：水族館めぐり、読書、映画鑑賞。
- 身長159cm。
- 学生時代、アルバイトは球場でのビールの売り子、家庭教師、バーテンダーなどをしていた。アルバイト経験は約20種類[4]。

## 出演番組

### テレビ

#### 学生時代
- Oha!4 NEWS LIVE（2012年1月4日 - 2012年9月26日、水曜日アシスタント）

#### 読売テレビアナウンサー時代
- GO!GO!なぎさちゃんねる（2014年10月 - 2015年9月） - 2015年10月からは、同年入社の後輩アナウンサー・諸國沙代子の出演による『GO!GO!ショコちゃんねる』を放送。
  - 2代目ytvPR隊長 (先代〈初代〉・中谷しのぶ → 当代〈2代目〉・増井渚 → 後任〈3代目〉・諸國沙代子)
- 秘密のケンミンSHOWデータ担当アナウンサー（2014年10月 - 2016年3月） - 退社後は、後輩アナウンサーの平松翔馬が担当を引き継いでいる[1]。
- ウェークアップ!ぷらすコーナーキャスター（2015年4月 - 2016年3月26日）
- ytvアナウンサー向上委員会 ギューン↑
- 各種NNNニュース枠内ローカルニュース（不定期）

#### フリーアナウンサーへの転向後
- 国際報道2016→2018（NHK BS1、2016年4月4日 - 2018年3月30日）
- 福澤朗の本であそぶ。（BSJapanext、2022年3月30日 - ）

### ラジオ
- STEP ONE（J-WAVE、2019年4月1日 - 2021年3月31日）※アシスタント
- 生島ヒロシのおはよう定食（2022年1月4日）
- 生島ヒロシのおはよう一直線（2022年1月4日）